# Distrito de Palamau
Palamau (en hindi; पलामू जिला) es un distrito de la India en el estado de Jharkhand. Código ISO: IN.JK.PL.
Comprende una superficie de 8 717 km².
El centro administrativo es la ciudad de Daltonganj.

## Demografía
Según censo 2011 contaba con una población total de 1 936 319 habitantes, de los cuales 932 443 eran mujeres y 1 003 876 varones.